# Diego Velazquez (skådespelare)
Diego Velazquez, född 5 december 2001, är en amerikansk barnskådespelare. Han är mest känd för rollen som Billy Thunderman i spelfilmsserien The Thundermans.

## Biografi
Velazquez första roll var vid 7 års ålder, när han fick rollen som Patrick Crowley i Extraordinary Measures med Harrison Ford i huvudrollen. Han dök sedan upp i TV-serien Leverage som en ung Nathan Ford och medverkade i NBC:s Grimm. Han spelar rollen som Billy Thunderman i tv-serien The Thundermans.
Velazquez har också medverkat i ett antal annonser och PR-videor. År 2014 släppte Nickleodeon en skiva, "The Fakest Song Ever", med Velazquez, Jack Griffo, Cameron Ocasio, Curtis Harris, och Benjamin Flores Jr.